# Rhizopulvinaria transcaspica
Rhizopulvinaria transcaspica är en insektsart som beskrevs av Borchsenius 1952. Rhizopulvinaria transcaspica ingår i släktet Rhizopulvinaria och familjen skålsköldlöss. Inga underarter finns listade i Catalogue of Life.